# Premio Wole Soyinka de Literatura en África
El Premio Wole Soyinka de Literatura es otorgado cada dos años a la mejor obra literaria producida por un autor o autora africana. Fue establecido por la Fundación Lumina, fundada y dirigida por Ogochukwu Promise  en 2005 en honor del primer africano que logró el Premio Nobel de Literatura, Wole Soyinka, quien presenta el premio, elegido por un jurado internacional de figuras literarias. Administrado por la Fundación Lumina, el premio ha sido descrito como "el equivalente africano del Premio Nobel".
El premio está dotado con $20,000 y la ceremonia de entrega se celebra en Lagos o en una ciudad seleccionada de África. Las obran deben estar escritas en inglés o francés. Aunque originalmente se consideraron todos los géneros para cada premio, desde 2014 cada edición se especializa en un género literario:  drama para 2014,  poesía en 2016, prosa en 2018 y para 2020 ensayos sobre política, libertad, derechos humanos y condiciones humanas, liderazgo, etc.

## Otorgado
| Año  | Autor                         | Obra                                |
| ---- | ----------------------------- | ----------------------------------- |
| 2006 | Sefi Atta                     | Todo lo bueno vendrá                |
| 2008 | Nnedi Okorafor                | Zahrah la buscavientos              |
| 2010 | Kopano Matlwa y Wale Okediran | Nuez de coco e Inquilino en la casa |
| 2012 | Sifiso Mzobe                  | Sangre Joven                        |
| 2014 | Akin Bello                    | El Egbon de Lagos                   |
| 2016 |                               |                                     |
| 2018 | Tanure Ojaide y Marriet Anena | Una nación en trabajo               |
| 2020 |                               |                                     |